# باکوم (کمون)
باکوم (به فرانسوی: Baccon) یک کمون (فرانسه) در فرانسه است که در لوآره واقع شده‌است. باکوم ۳۳٫۰۲ کیلومتر مربع مساحت دارد.